# Raymond Pellegrin
Raymond Pellegrin (Niza, 1 de enero de 1925 - Garons, 14 de octubre de 2007) fue un actor de teatro, cine y televisión francés.

## Carrera profesional
Fue uno de los más importantes representantes del cine francés de las décadas de 1950 y 1960, destacándose no solo por su recia figura y su impecable voz, sino además por un talento que le permitió incursionar en diversos géneros. Su debut en el cine se produjo en 1943 en Six petites filles en blanc, dirigido por Yvan Noé y desde entonces trabajó en más de un centenar de filmes bajo directores tan importantes como Marcel Pagnol y Sacha Guitry, entre otros.
Entre los personajes que representó se recuerda a Napoleón Bonaparte, en dos oportunidades en los filmes Napoleón , de Sacha Guitry, y Venus imperial, de Jean Delannoy. Actuó junto a actores y actrices consagradas como Gina Lollobrigida –en Venus imperial, El gran juego y La romana, Daniel Gélin, Brigitte Bardot, Michèle Morgan y Jeanne Moreau, entre otros. Su prestigio lo llevó a ser contratado en producciones italianas, españolas, alemanas y norteamericanas. 
Entre los muchos filmes en que se destacó pueden citarse Topaze, de Marcel Pagnol; Somos todos asesinos, de André Cayatte; Mimi Pinson, de Robert Darène; Panorama desde el puente, de Sidney Lumet, Amarga victoria, de Nicholas Ray y Los unos y los otros (1981) y Viva la vida convocado por Claude Lelouch. Tras un largo paréntesis, intervino en 2002 en la serie televisiva Notes sur le rire, de Daniel Losset.
Pellegrin falleció en Garons, Francia, el 14 de octubre de 2007.

## Filmografía
- Don Bosco (1988) .... Pio IX
- Jubiabá (1987) .... El comandante
- Viva la vie!  (1984) .... Barret
- Ronde de nuit (1984) .... Sissia Carpelli, el propietario de un garito
- Plus beau que moi, tu meurs (1982) .... Inspector Tétard
- Le rose et le blanc (1982) .... Albert Faria
- Porca vacca (1982)
- Les Uns et les Autres (1981) .... M. Raymond
- Scandalo (Miedo al escándalo de una mujer casada, 1976) .... Profesor Henri Michoud
- Zerschossene Träume (1976) .... Patrón
- Puttana galera - colpo grosso al penitenziario (1976) .... Vangelli
- Italia a mano armata (1976) .... Comisario Arpino
- Paura in città (1976) .... Lettieri
- Change (1975) .... Antoine Mäzen
- L'uomo della strada fa giustizia (1975) .... Inspector Bertone
- El ambicioso (1975) .... Don Enrico
- Quand la ville s'éveille (1975) .... Jo
- Die Antwort kennt nur der Wind (1974) .... Comisario Lacrosse
- I guappi o Los guapos (1974) .... Aiossa
- Viaggia, ragazza, viaggia, hai la musica nelle vene (1974)
- Il poliziotto è marcio (1974)
- El súper poli  (1973) .... Abogado De Ribbis
- Le solitaire (1973) .... Isnard, 'Kepi-Blanc'
- El complot de los rebeldes (1973) .... Paraux
- Un officier de police sans importance (1973) .... Comisario Dekervan
- Crescete e moltiplicatevi (1973)
- La honorable familia (1973) .... Don Peppino Scalise
- Les intrus (1972) .... Frédéric Personne
- Camorra (1972) .... Mario Capece
- Abuso de poder (1972) .... Nicola Dalò
- L'odeur des fauves (1972) .... Fallen
- La part des lions (1971) .... Marcati
- Los secuaces (1971) .... Diego Alvarez
- H-Bomb (1971)
- Un caso di coscienza (1970) .... Solfi
- Beatrice Cenci (1969) .... Cardenal Lanciani
- Bajo el signo de Montecristo (1968) .... Morcerf
- Quanto costa morire (1968) .... Bill Ransom
- El hombre que valía millones (1967) .... Novak
- Fantomas contra Scotland Yard (1967) (voz, no acreditado) .... Fantomas
- Pigalle... barrio prohibido (1966) .... Fred
- Hasta el último aliento (1966) .... Paul Ricci
- Brigada antigangs (1966) .... Roger Sartet
- Pitzutz B'Hatzot (1966) .... El ingeniero Carlo Bronti
- Fantomas vuelve (1965) (voz, no acreditado) .... Fantomas
- Furia en bahía (1965) .... Leandro
- Fantomas (1964) (voz, no acreditado) .... Fantomas
- Y llegó el día de la venganza (1964) .... Carlos
- La bonne soupe (1964) .... Armand Boulard
- Venus imperial (1963) .... Napoleón Bonaparte
- El hampa de París (1962) .... Barón de Lansignac
- Carillons sans joie (1962) .... Charles Bourgeon
- Horace 62 (1962) .... Noël
- Vu du pont  (1962) .... Marco
- L'imprevisto (1961) .... Serizeilles
- Chien de pique (1960) .... Robert
- Secret professionnel (1959) .... Dr. André Foucaud
- Ça n'arrive qu'aux vivants (1959) .... Henri Brunier
- El casco blanco (1959)
- Mimi Pinson (1958) .... Frédéric de Montazel
- La bonne tisane (1958) .... Dr. Augereau
- Bitter Victory (1957) .... Mekrane
- Vacances explosives!  (1957) (no acreditado) .... El hombre dentro del armario
- Jusqu'au dernier (1957) .... Fernand Bastia
- Le feu aux poudres (1957) .... Ludovic 'Ludo' Ferrier
- La loi des rues (1956) .... Jo el Griego
- La luz de enfrente (1955) .... Georges Marceau
- Chantage (1955) .... Jean-Louis Labouret
- Les hommes en blanc (1955) .... Dr. Jean Nérac
- Le crâneur (1955) .... Philippe
- Napoleón (1955) .... Napoleón
- Les impures (1954) .... Mario
- La romana (1954) .... Astarita
- Le feu dans la peau (1954) .... Célestin Rabou
- Marchandes d'illusions (1954) .... René
- El gran juego (1954) .... Mario
- Les intrigantes (1954) .... Andrieux
- La rage au corps (1954) .... Antonio "Tonio" Borelli
- Les compagnes de la nuit (1953) .... Jo Verdier
- Le témoin de minuit (1953) .... Roger Noël
- Manon des sources (1952) .... L'instituteur
- Le fruit défendu (1952) .... Octave
- Nous sommes tous des assassins (1952) .... Gino Bollini
- Le banquet des fraudeurs (1952) .... Michel Demeuse
- Trois femmes (1952) .... Julien (episodio "Mouche")
- Coupable?  (1951) .... Noël Portal
- Le clochard milliardaire (1951) .... Henri Laplanche
- Le diamant de cent sous (1948)
- Un flic (1947) .... Georges Monnier
- La femme en rouge (1947) .... Jean Talais
- Jericho (1946) .... Pierre, el hijo del farmacéutico
- Naïs (1945) .... Frédéric
- Marie la Misère (1945) .... Georges
- Six petites filles en blanc (1943) .... Un joven

## Televisión
- Notes sur le rire (2002) .... Raymond Blanchard
- Rocca (episodios, 1993-1995) …Comisario Rocca
- Le triplé gagnant (episodios, 1989-1992) …Comisario Rocca
- Les enquêtes du commissaire Maigret (1 episodio, 1990) .... John Maura
- Jeanne d'Arc, le pouvoir de l'innocence (1989) .... Cauchon
- Der Leibwächter (1989) .... Serge Mazra
- Il professore - (1988-1989).... Caruso
- La garçonne (1988) .... Dumas
- Adorable Julia (1988)
- L'ombra nera del Vesuvio (1987) miniserie .... Don Vito Scalea
- Nel gorgo del peccato (1987) miniserie
- Naso di cane (1986) .... Antonio Garofalo
- Châteauvallon (episodios, 1985) .... Albertas Kovalic
- Louisiana (1984) .... Morley
- Western di cose nostre (1984)
- La bavure (1984) miniserie .... Comisario Nargeot
- I racconti del maresciallo (1 episodio, 1984)
- Cinéma 16 (1 episodio, 1983) .... Beaugrain
- Le truqueur (1982) .... Pierre Berget
- Conrad Killian, le fou du désert (1982) Serie
- Madame Sans-Gêne (1981) .... Napoleón
- L'homme de Hambourg (1981) .... Alphonse Galley
- Los unos y los otros (1981) miniserie .... Raymond
- Commissaire Moulin .... Neubauer (1 episodio, 1981)
- Le grand échiquier.... Él mismo (1 episodio, 1981)
- La nuit des Césars.... Él mismo (1 episodio, 1980)
- Docteur Teyran (1980) .... Comisario Torigny
- Le bar du téléphone (1980) .... Robert Pérez
- La promessa (1979)
- Histoires de voyous: L'élégant (1979) .... Frédo, el elegante
- On purge bébé (1979) .... Horace Truchet
- Porci con la P.38 (1979) .... Olden
- Messieurs les ronds de cuir (1978) .... La Hourmerie
- Mais n'te promène donc pas toute nue (1978) .... El diputado Ventroux
- Antonio Gramsci: i giorni del carcere (1977)
- La mort des capucines (1971) .... Gyvors
- Les salauds vont en enfer (1971) .... Franky
- L'écharpe (1966) .... Philippe Vendam
- Le train bleu s'arrête 13 fois .... Roger Fallois (1 episodio, 1965)
- Madame Sans Gêne (1963) .... Napoleón
- La caméra explore le temps .... Napoleón (1 episodio, 1961)
- Pagnol et compagnie (2005) .... Él mismo
- On n'a pas tout dit (2007) ( 1 episodio) .... Él mismo

## Teatro
- 1955: Judas de Marcel Pagnol, dirección del autor, Teatro de París.
- 1960: Le Zéro et l'infini de Sidney Kingsley, dirección de André Villiers, Teatro Antoine.
- 1963: Les Petits Renards de Lillian Hellman, dirección de Pierre Mondy, Teatro Sarah Bernardt.
- 1966: Hier à Andersonville de Alexandre Rivemale, dirección de Raymond Rouleau, Teatro de París.
- 1969: L'Engrenage de Jean-Paul Sartre, dirección de Jean Mercure, Teatro de la Ciudad.
- 1978: Boulevard Feydeau obras de Georges Feydeau : Feu la mère de madame, On purge bébé, dirección de Raymond Gérome, Teatro de Variedades.
- 1981: Princesse Baraka de Robert Thomas, dirección de Jean-Luc Moreau, Teatro Hébertot.
- 1987: Adorable Julia de Marc-Gilbert Sauvajon a partir de Somerset Maugham, dirección de Jean-Paul Cisife, Teatro Hébertot.